# 로봇파워
로봇파워는 대한민국의 지상파 교육방송인 EBS에서 금요일마다 오후 7시 30분부터 오후 8시까지 방송되었던 로봇관련 프로그램이다. 휴머노이드 챌린지와 주니어로봇 창작 대전 2가지의 프로그램이 있었으며, 이전에는 배틀로봇을 메인코너로 방영하기도 했다. 하지만 명예의 전당에 올랐던 짱가의 후속작 짱가2의 압도적인 경기력에 결국 적수가 없는 코너가 되어 결국 휴머노이드 코너가 인기를 끌게 되었다. 휴머노이드 챌린지는 초보/중수/고수 관문이 있으며, 각 관문별 천왕을 쓰러트리게 되면 다음 관문에 도전할 수 있다. 2011년 EBS 봄 개편으로 2011년 2월 25일에 마지막 방송을 끝으로 종영되었다.

### 성우
- 정영웅
- 이선주
- 전태열

## 프로그램 내용
- 참가자격 : 로봇을 직접 제작, 조종가능한 사람이면 누구나.
- 참가분야 : 휴머노이드 로봇 / 주니어 로봇
- 녹화일시 : 격주 토요일마다 오전10시부터 EBS 센터 제1스튜디오 지도 (2011년 1월 28일 토요일 마지막 녹화)
- 신청접수 : 수시접수

## 휴머노이드 챌린지
휴머노이드 챌린지에는 초보/중수/고수 관문이 있다. 각 관문에는 관문별 천왕이 있으며, 그들을 쓰러트리면 다음 관문에 도전할 수 있다.

### 초보관문
제 1관문, 초보관문에서는 3대의 로봇 천왕중 한명을 선택한다. 선택하는 방법은 파일럿이 주사위를 굴려 선택한다.
제한시간 2분안에 10점을 획득하거나, 더 많은 점수를 얻으면 승리를 한다.

#### 서커스
| 파일럿    | 김도량            |
| 무게      | 1.7kg             |
| 신장      | 350mm             |
| 최대 토크 | 18kg*cm           |
| 필살기    | 천하일품 굴러차기 |

#### 미스터머니
| 파일럿    | 박영준          |
| 무게      | 3.0kg           |
| 신장      | 330mm           |
| 최대 토크 | 24kg*cm         |
| 필살기    | 천하장사 백드롭 |

#### 아웃사이더
| 파일럿    | 홍경준          |
| 무게      | 2.6kg           |
| 신장      | 500mm           |
| 최대 토크 | 64kg*cm         |
| 필살기    | 천하일품 잡채기 |

### 중수관문
제 2관문, 중수관문에서는 쿵푸마스터를 상대로 2분안에 10점을 얻거나, 더 많은 점수를 얻으면 승리한다.

#### 쿵푸마스터
| 파일럿    | 오진환          |
| 무게      | 5.3kg           |
| 신장      | 550mm           |
| 최대 토크 | 106kg*cm        |
| 필살기    | 용감무쌍 발차기 |

### 고수관문
제 3관문이자 마지막 관문은 고수 관문은 옥타곤에 맞서 2분안에 반드시 10점을 획득해야 한다.
2분이 지났을 때 어느 쪽도 10점을 획득하지 못하면 서든 데스 방식으로 진행되며, 공격을 당해서 다운되는 쪽이 무조건 패배한다.

#### 옥타곤
| 파일럿    | 전창훈   |
| 무게      | 9.7kg    |
| 신장      | 900mm    |
| 최대 토크 | 212kg*cm |
| 필살기    | ??       |

## 배틀로봇 (2005 ~ 2009)

### 명예의 전당

#### 1호: 트라이던트2
| 파일럿    | 오성남 |
| 최대 연승 | 5연승  |
| 대        | 20     |

##### 트라이던트2의 배틀제왕 연승 배틀로봇 목록
| 연승 | 상대 배틀로봇 | 화수   | 일자            |
| 1    | 돌격          | 제39회 | 2006년 6월 2일  |
| 2    | S전차         | 제40회 | 2006년 6월 9일  |
| 3    | 사방불패2     | 제41회 | 2006년 6월 16일 |
| 4    | 네오메카      | 제43회 | 2006년 6월 30일 |
| 5    | 사방불패2     | 제44회 | 2006년 7월 7일  |

#### 2호: 후다닥
| 파일럿    | 전민수 |
| 최대 연승 | 5연승  |
| 대        | 25     |

##### 후다닥의 배틀제왕 연승 배틀로봇 목록
| 연승 | 상대 배틀로봇 | 화수   | 일자             |
| 1    | 랩터          | 제55회 | 2006년 9월 29일  |
| 2    | 런지          | 제57회 | 2006년 10월 13일 |
| 3    | 다크서클      | 제58회 | 2006년 10월 20일 |
| 4    | RATS하이킥    | 제59회 | 2006년 10월 27일 |
| 5    | 런지          | 제60회 | 2006년 11월 3일  |

#### 3호: 대박이
| 파일럿    | 황성익 |
| 최대 연승 | 5연승  |
| 대        | 27     |

##### 대박이의 배틀제왕 연승 배틀로봇 목록
| 연승 | 상대 배틀로봇 | 화수   | 일자             |
| 1    | 런지 블레이드 | 제62회 | 2006년 11월 17일 |
| 2    | RATS하이킥    | 제63회 | 2006년 11월 24일 |
| 3    | 로터리        | 제64회 | 2006년 12월 1일  |
| 4    | 런지 블레이드 | 제65회 | 2006년 12월 8일  |
| 5    | 짱가          | 제70회 | 2007년 1월 12일  |

#### 4호: 하푼2
| 파일럿    | 김상겸 |
| 최대 연승 | 5연승  |
| 대        | 29     |

##### 하푼2의 배틀제왕 연승 배틀로봇 목록
| 연승 | 상대 배틀로봇 | 화수   | 일자            |
| 1    | 후다닥2       | 제72회 | 2007년 1월 26일 |
| 2    | 짱가          | 제73회 | 2007년 2월 2일  |
| 3    | 돌격          | 제74회 | 2007년 2월 9일  |
| 4    | 짱가          | 제75회 | 2007년 2월 16일 |
| 5    | 런지          | 제76회 | 2007년 2월 23일 |

#### 5호: 짱가
| 파일럿    | 장지호 |
| 최대 연승 | 5연승  |
| 대        | 32     |

##### 짱가의 배틀제왕 연승 배틀로봇 목록
| 연승 | 상대 배틀로봇 | 화수   | 일자            |
| 1    | 런지 블레이드 | 제86회 | 2007년 5월 11일 |
| 2    | 이지스        | 제87회 | 2007년 6월 1일  |
| 3    | 네오메카2     | 제88회 | 2007년 6월 8일  |
| 4    | 황소          | 제89회 | 2007년 6월 15일 |
| 5    | 런지          | 제90회 | 2007년 6월 22일 |

#### 6호: 고고씽2
| 파일럿    | 박충현 |
| 최대 연승 | 5연승  |
| 대        | 51     |

##### 고고씽2의 배틀제왕 연승 배틀로봇 목록
| 연승 | 상대 배틀로봇 | 화수    | 일자            |
| 1    | 캡틴          | 제145회 | 2008년 7월 4일  |
| 2    | 아이언        | 제146회 | 2008년 7월 11일 |
| 3    | 베놈          | 제147회 | 2008년 7월 18일 |
| 4    | 뿌뿌뿡        | 제148회 | 2008년 7월 25일 |
| 5    | REX           | 제149회 | 2008년 8월 1일  |

## 시상내역
- 휴머노이드 챌린지 분야
  - 초보관문 통과 : 상금 20만원
  - 중수관문 통과 : 상금 40만원
  - 고수관문 통과 : 상금 100만원

- 주니어 창작로봇대전
  - 최우수상 : 지식경제부장관상(1팀)
  - 우수상 : 교육감상 (1팀), 교대총장상(1팀)
  - 장려상 : EBS 사장상(9팀)

## 후원
지식경제부, 인천정보산업진흥원